# Astra Oil
Astra Oil é uma empresa belga que comercializa produtos energéticos e presta serviços de transporte, armazenamento e distribuição de combustíveis e seus derivados. No Brasil ficou famosa na área de petróleo, e ganhou notoriedade ao vender a refinaria Pasadena Refinery System Inc para a estatal brasileira Petrobras, sendo considerado pelos críticos como "pior negócio do mundo capitalista", para os brasileiros.
Em 1947, Albert Frère fundou a Transcometal para prestar serviços à indústria do aço. Em 1985, adquiriu a Astra para focar no mercado de petróleo. A companhia hoje opera em dez países.
A compra da refinaria de Pasadena em 2005 por 42 milhões de dólares foi o primeiro grande investimento em refino de petróleo. Pouco mais de dois anos depois, a vendeu para a Petrobras, que gastou 1,18 bilhão de reais no negócio.